# Zagato
Zagato (ZED Milano s.r.l.) ist ein italienisches Design- und Entwicklungsbüro mit Sitz in Rho im Umland von Mailand. Das Unternehmen ist einer der ältesten noch existierenden Karosseriegestalter Italiens. Zagato entwarf zahlreiche Aufbauten, die heute als klassisch angesehen werden. Neben der Gestaltung gehört auch die Fertigung von Kleinserien zum Aufgabenbereich Zagatos.

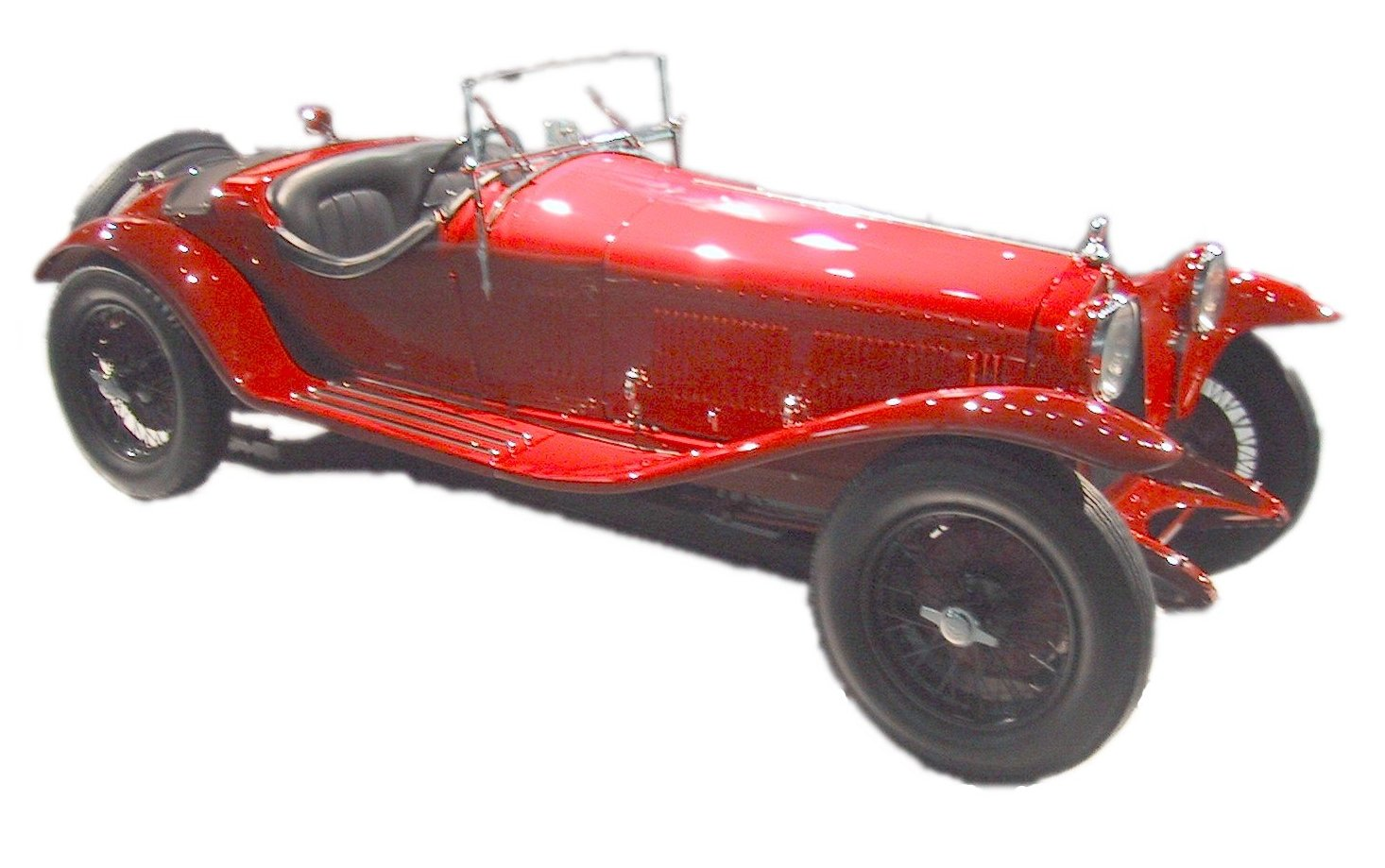
Alfa Romeo 6C, von Zagato entwickelt

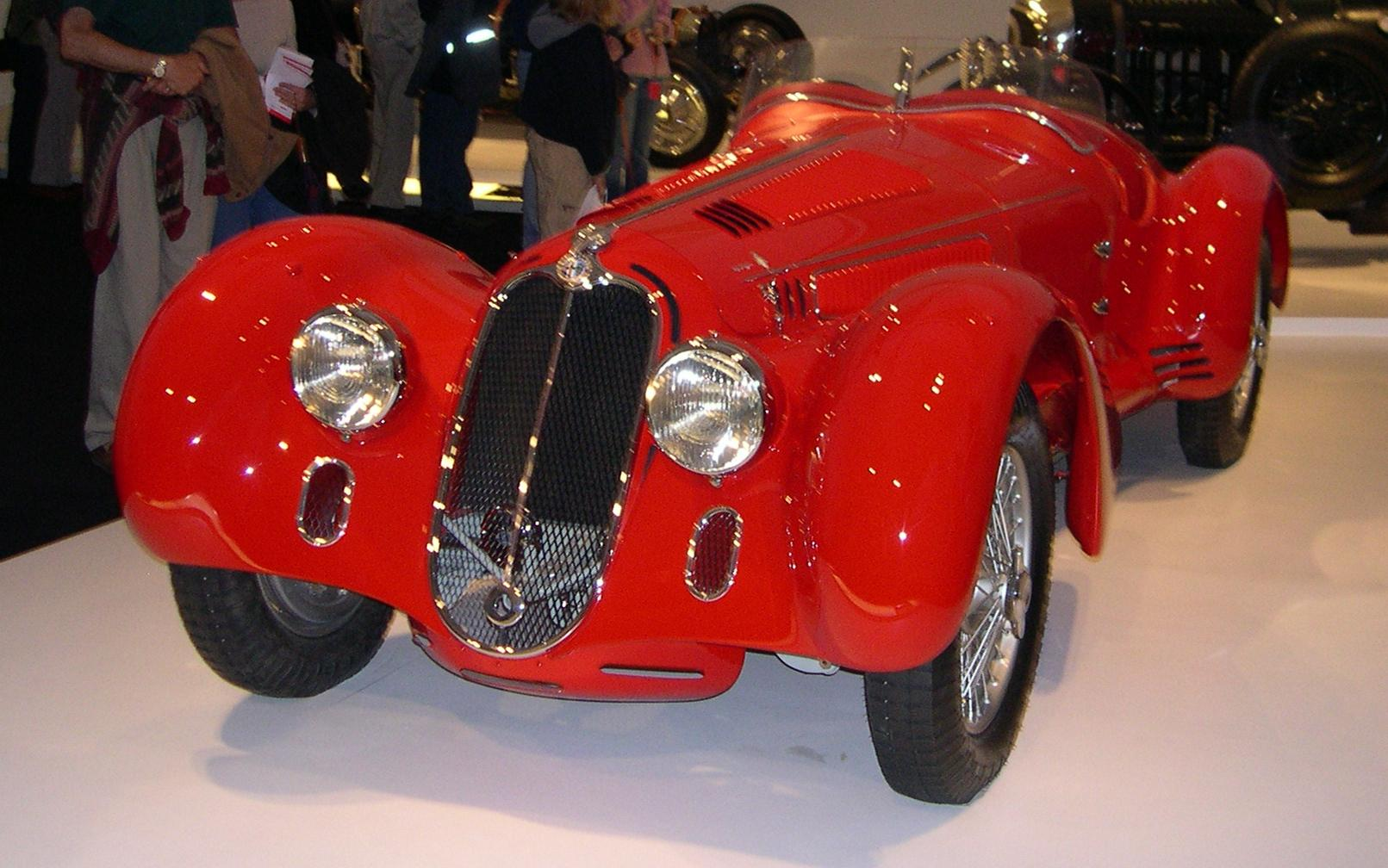
Alfa Romeo 8C 2900 von 1938

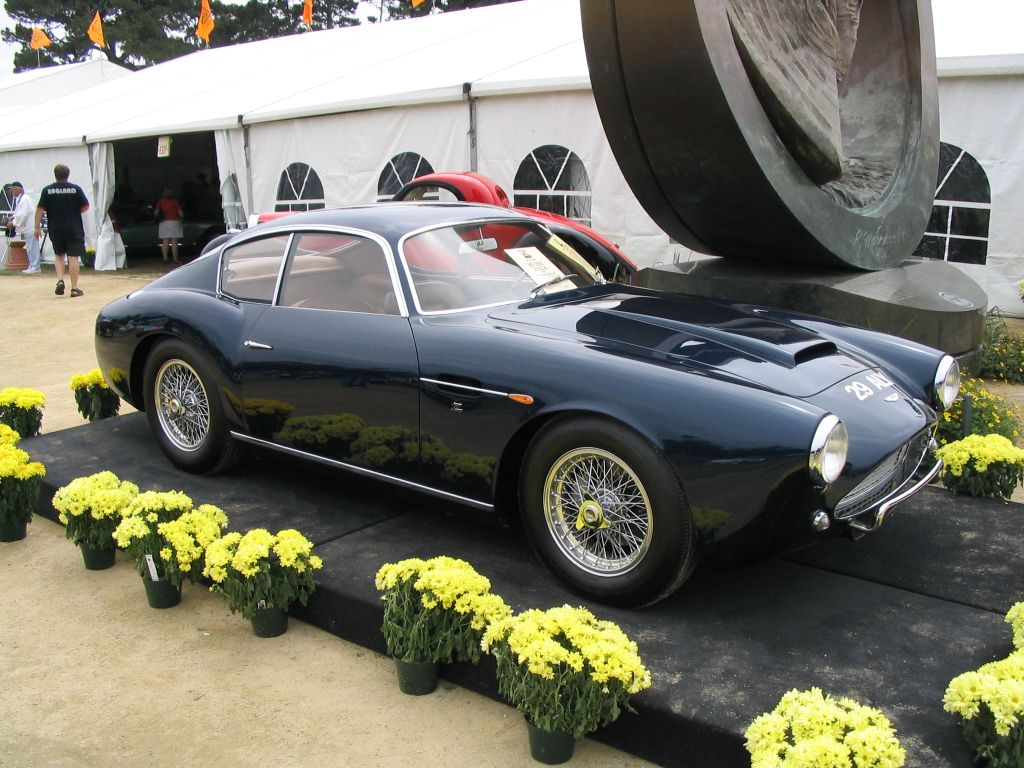
Aston Martin DB4 GTZ von Zagato, 1961

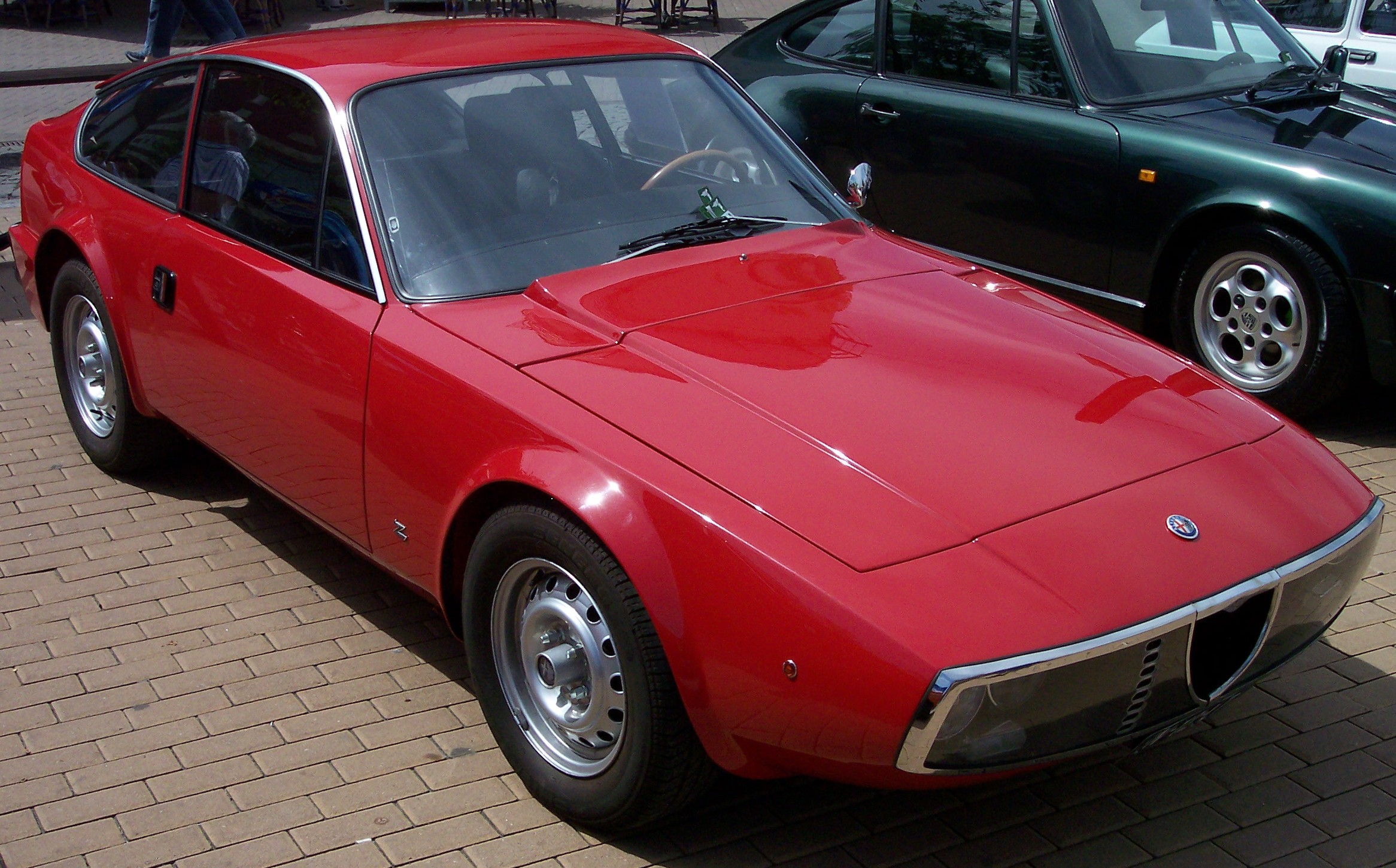
Alfa Romeo 1600 Zagato Junior

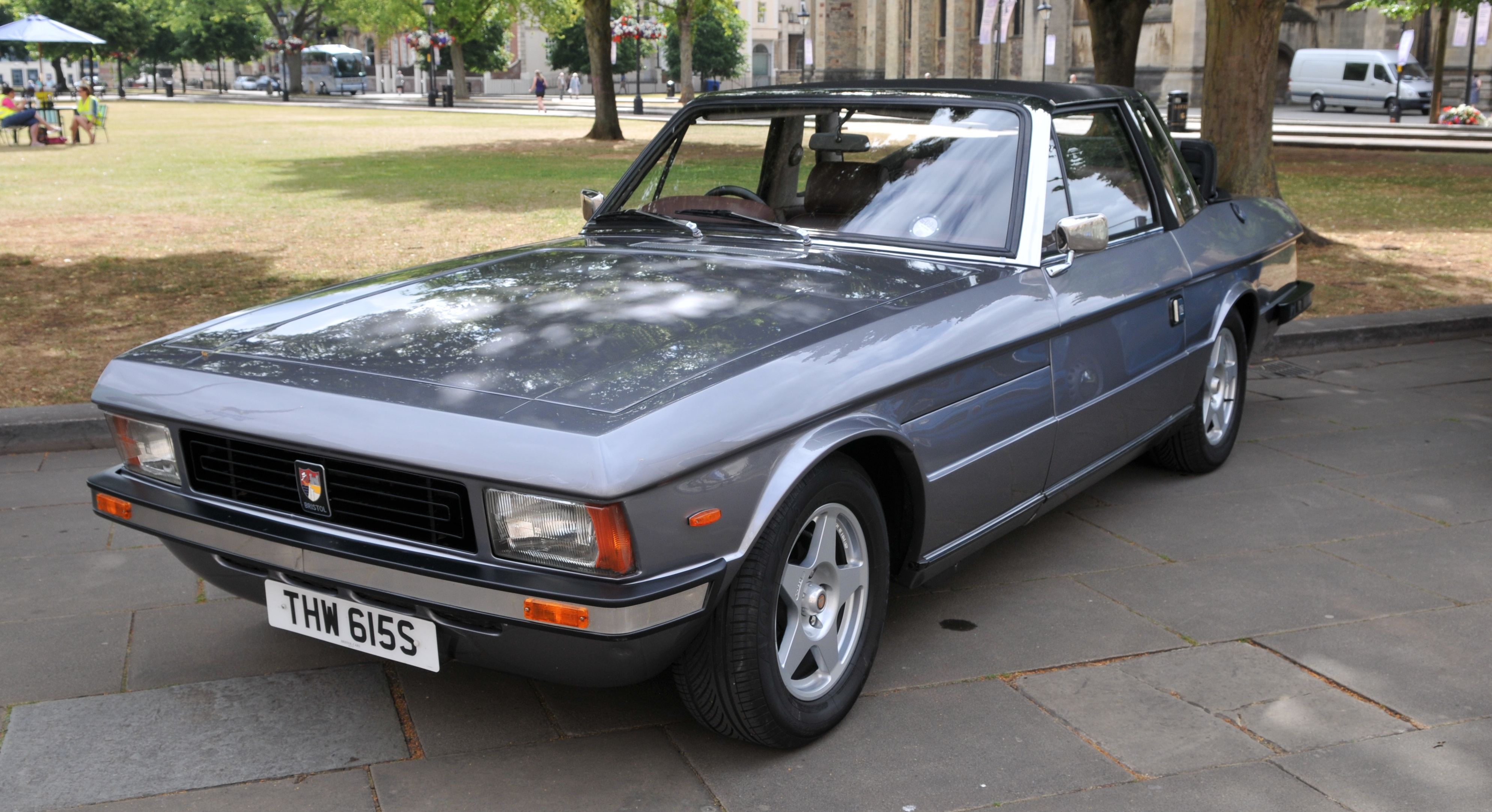
Zagatos letzte Arbeit für Bristol: Der Bristol 412

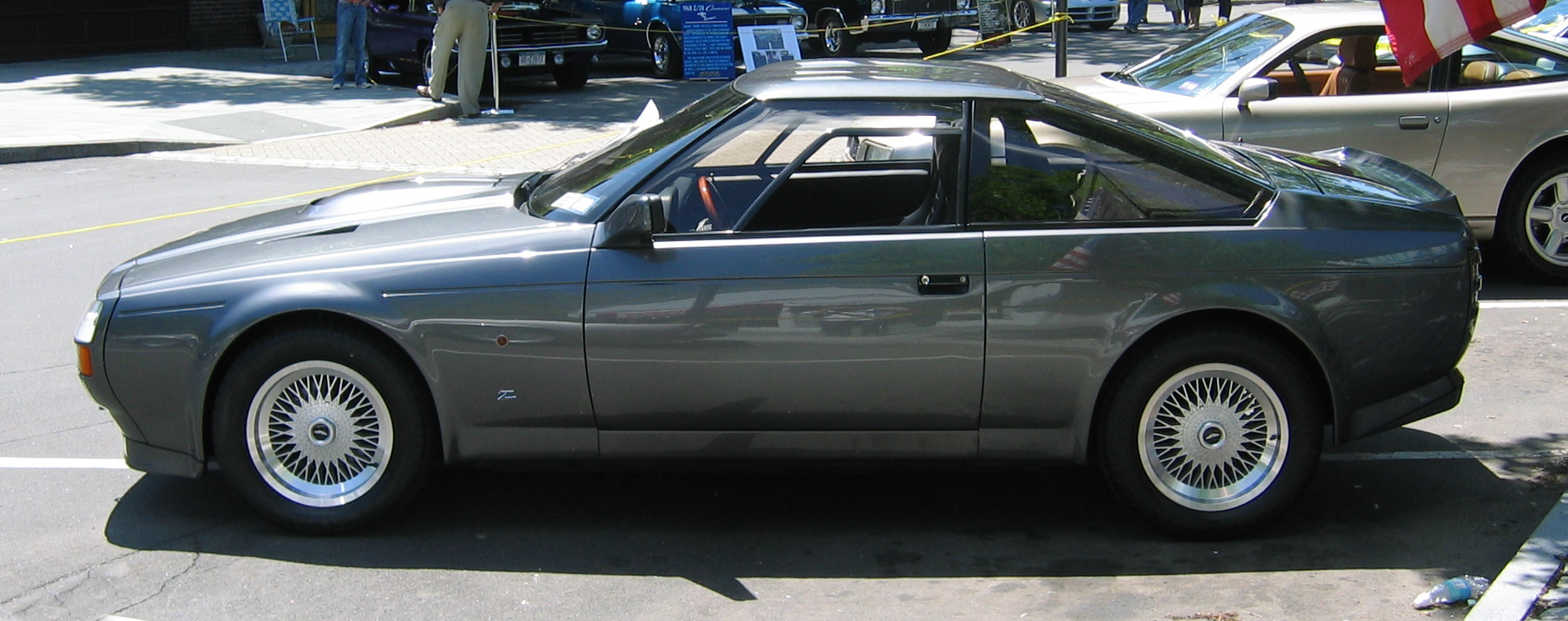
Exklusives Sondermodell auf der Basis des Aston Martin V8: Der Aston Martin V8 Zagato

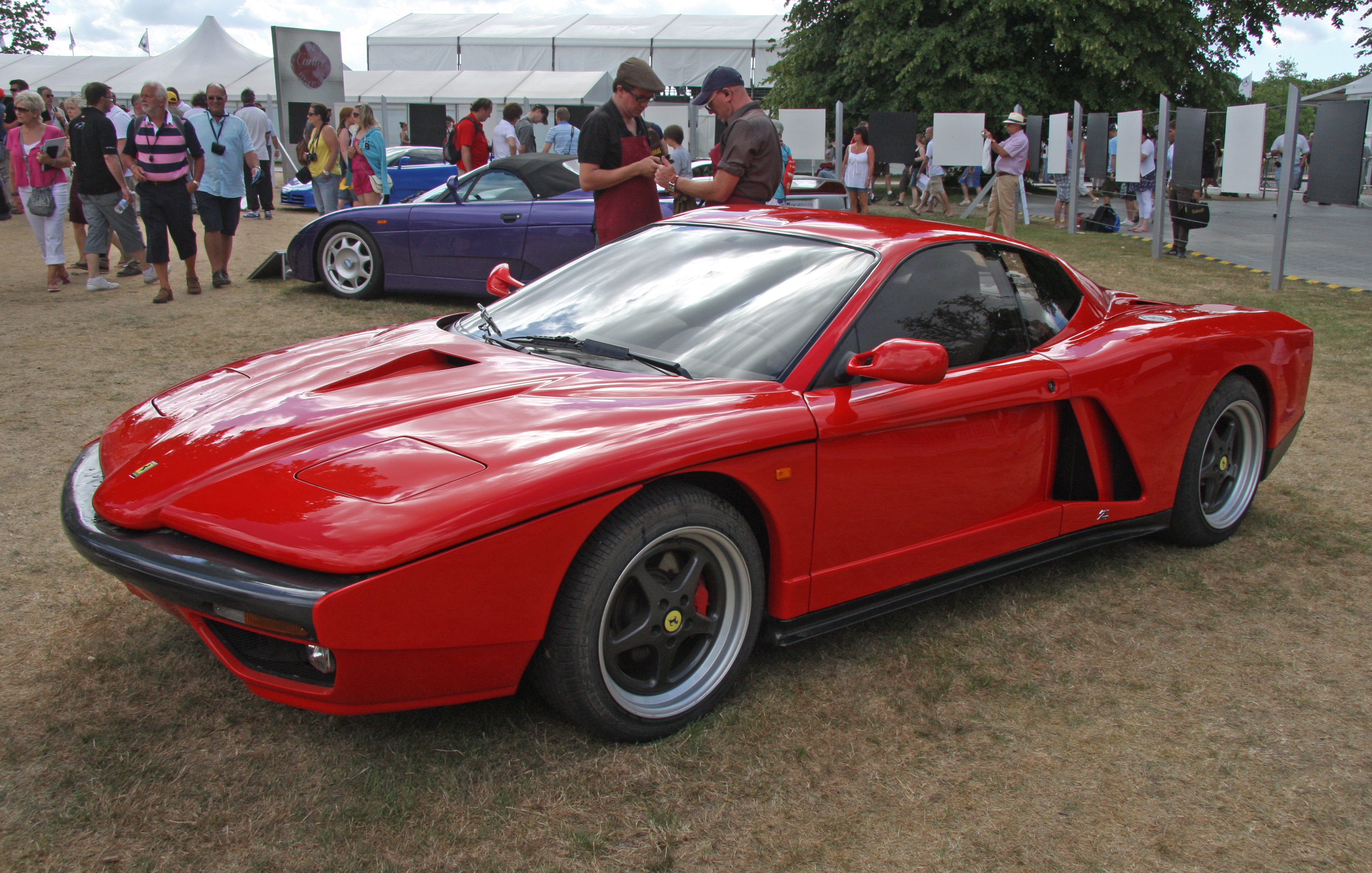
Ferrari F.Z. Zagato von 1993, ein Einzelstück basierend auf dem Ferrari 512 TR

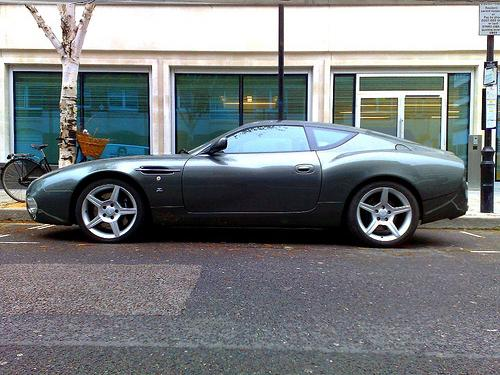
Aston Martin DB7 Zagato

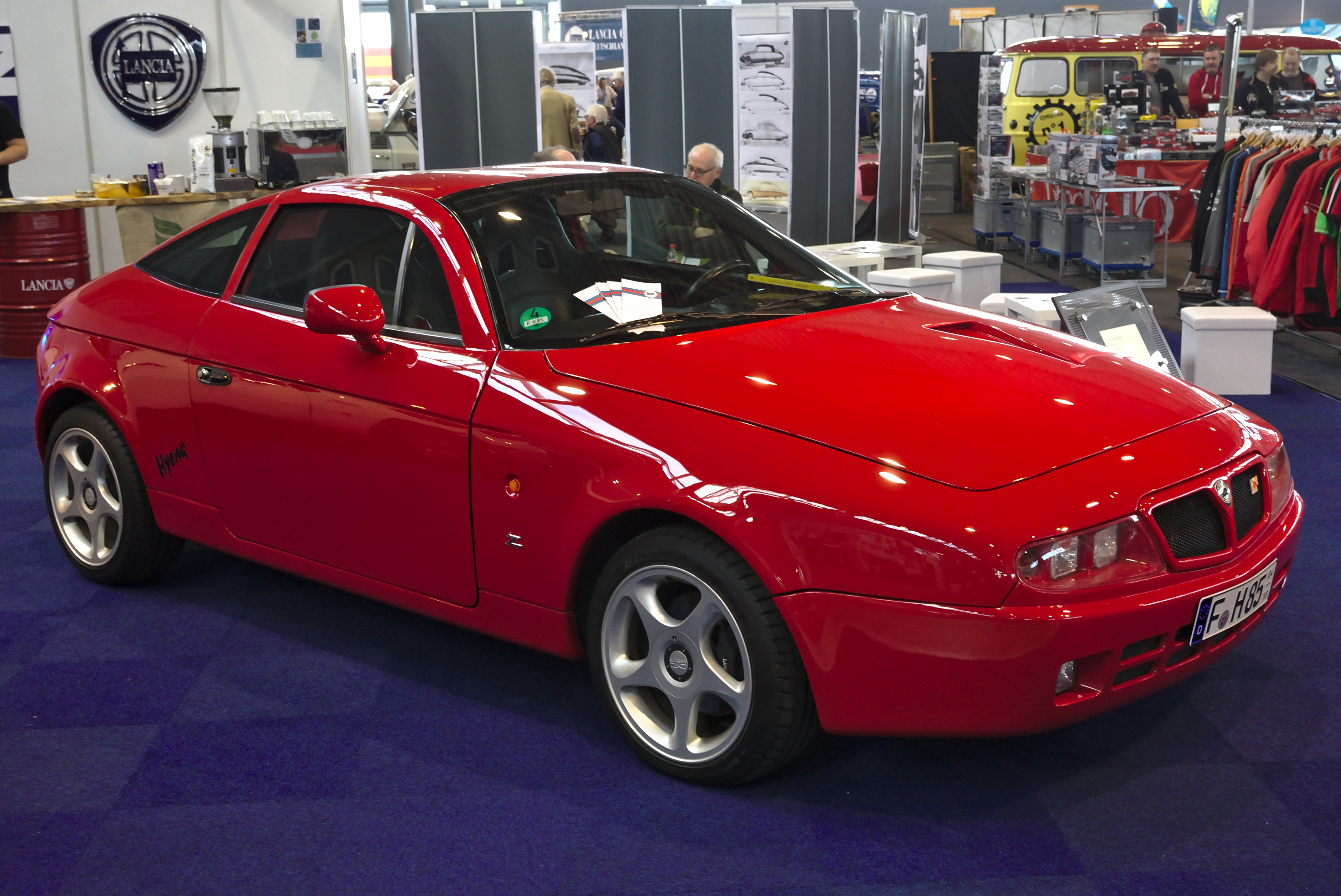
Lancia Hyena

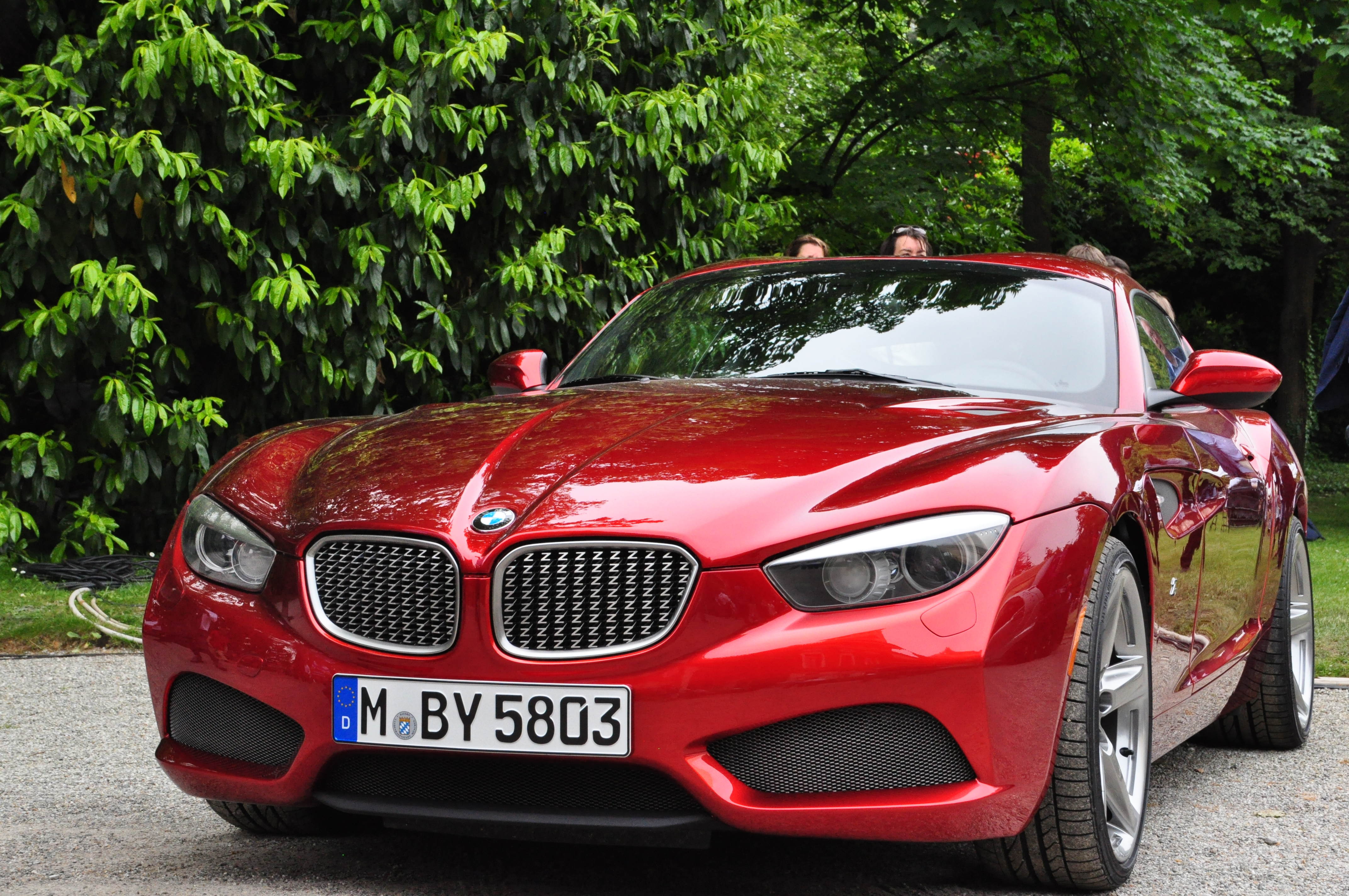
BMW Z4 Zagato Coupe

## Unternehmensgeschichte
1919 wurde Carrozzeria Zagato von Ugo Zagato gegründet. Zurzeit wird die Firma von Andrea Zagato und seiner Frau Marella Rivolta-Zagato in der dritten Generation geführt. Das Ehepaar wandelte den Handwerksbetrieb in ein modernes Unternehmen um.
Ugo Zagato setzte zunächst auf Leichtbau und Aerodynamik. Schnell hatte er damit Erfolg. Seine Konstruktionsideen führten zur Zusammenarbeit mit den großen italienischen Marken wie Lancia, Fiat und Alfa Romeo. Bekannt wurde der 1928 gefertigte Alfa Romeo 6C 1500 SS sowie der legendäre Alfa Romeo 8C 2300 von 1931. Vor dem Zweiten Weltkrieg wurde es etwas ruhiger um Zagato. Während des Krieges baute man zusammen mit Isotta Fraschini Lastkraftwagen.
Nach dem Zweiten Weltkrieg wurde 1946 in neuen Räumlichkeiten in der Via Giorgini 16 vornehmlich an Gran-Turismo-Modellen gearbeitet. Als Neukunden konnten Maserati, Abarth, Ferrari und Aston Martin gewonnen werden. 1962 zog man in neue Gebäude in der Via Arese 30. In den 1960er-Jahren wurde das Design Zagatos weitgehend von Ercole Spada bestimmt.
Neben der Herstellung von Kleinserien exklusiver Fahrzeuge und des Zagato Zele beschäftigte sich Zagato auch mit der Herstellung von Prototypen, von denen nur je ein Exemplar gefertigt wurde. Hier zählten Ford, Jaguar, MG, Rover, Volvo, Bristol und Rolls-Royce zu den Kunden. In den 1990er-Jahren entwickelte man auch für Toyota, Nissan und Mercedes-Benz.
Es gibt drei Geschäftszweige:
- die Designabteilung, die Mitarbeiter aus dem Bereich Design und Fertigungsplanung beschäftigt. Dort kann vom Rohentwurf bis hin zur fertigen CAM-Entwicklung jeder Auftrag im Bereich Transport- und Industriedesign durchgeführt werden.
- der Modellbau, in dem mit modernen 5-Achs-Bearbeitungsmaschinen schnell Muster und Modelle hergestellt werden können.
- die Prototypenfertigung, die unter Verwendung von Aluminium, Stahl oder Compositmaterial einzelne Prototypen herstellt. Sie ist auch in der Lage, eine begrenzte Serienproduktion aufzunehmen.

Neben dem klassischen Geschäftsfeld, dem Design von Personenkraftwagen, befasst man sich bei Zagato auch mit der Gestaltung von Gabelstaplern und Straßenbahnen (mit Bombardier Italiano).

## Von Zagato gestaltete Automobile
- Alfa Romeo 2600 SZ (1965–1967)
- Alfa Romeo Junior Zagato (1969–1975)
- Alfa Romeo SZ (1989–1992)
- Alfa Romeo RZ (1992–1993)
- Alfa Romeo TZ (1963–1964)
- Alfa Romeo TZ2 (1964–1967)
- Alfa Romeo TZ3 Corsa (2010)
- Alfa Romeo TZ3 Stradale (2011)
- Alfa Romeo Giulia SWB Zagato (2022)
- Aston Martin DB4 GT Zagato (1960–1961)
- Aston Martin DB7 Vantage Zagato (2002–2003)
- Aston Martin DB9 Spyder Zagato Centennial (Einzelstück, 2013)
- Aston Martin DBS Coupé Zagato Centennial (Einzelstück, 2013)
- Aston Martin DBS GT Zagato (Kleinserie, 2020)
- Aston Martin V8 Zagato (1987–1990)
- Aston Martin V12 Vanquish Zagato Roadster (Einzelstück, 2004)
- Aston Martin V12 Zagato (2011–2012)
- Aston Martin Vanquish Zagato Coupé (Kleinserie, 2017)
- Aston Martin Vanquish Zagato Volante (Kleinserie, 2017)
- Aston Martin Vanquish Zagato Speedster (Kleinserie, 2017)
- Aston Martin Vanquish Zagato Shooting Break (Kleinserie, 2018)
- Aston Martin Virage Shooting Brake Zagato Centennial (Einzelstück, 2014)
- Bentley Continental GTZ (Kleinserie, 2009)
- BMW Z4 Zagato Coupé (Einzelstück, 2012)
- BMW Z4 Zagato Roadster (Einzelstück, 2012)
- Bovensiepen Zagato (ab 2026)
- Bristol 406 Zagato (Kleinserie, 1959)
- Bristol 407 GTZ Zagato (Einzelstück, 1961)
- Bristol 412 und Bristol Beaufighter (1975–1993)
- Ferrari 250 GT Berlinetta Competizione (1954–1959)
- Ferrari 575 GTZ (Einzelstück, 2006)
- Fiat Abarth 750 GT Zagato (1956)
- Fiat 132 Aster Coupe Zagato (1972)
- Iso Rivolta GTZ (2021)
- Jaguar XK 150 Z (1957)
- Lamborghini 5-95 Zagato (2014)
- Lancia Appia Sport (1956–1961)
- Lancia Fulvia Sport (1965–1972)
- Lancia Flavia Sport (1962–1967)
- Lancia Flaminia Sport (1962–1967)
- Zagato AGTZ Twin Tail (2024, Basis Alpine A110)
- Zagato Zeta 6 (1983)
- Lancia Hyena (Kleinserie, 1992)
- Maserati Biturbo Spyder
- Autech Zagato Stelvio AZ1 (Kleinserie, 1989)
- Autech Gavia Zagato (Kleinserie 1993)
- Perana Z-One (seit 2009)
- Porsche Carrera GTZ (2013)
- Spyker C12 Zagato (Kleinserie, 2008)
- Thunder Power Sedan (2015)
- Toyota VM180 Zagato (Kleinserie, 2001)
- Toyota Harrier Zagato (Sondermodell, 2006)
- Volvo GTZ (2+2 Coupé als Prototyp 1969, Basis Volvo 142S)
- Volvo 3 GTZ (2+2 Coupé als Prototyp 1970, Basis Volvo 164)
- Zagato Zele (ca. 1974–1976)